# Cmentarz wojenny nr 329 – Podborze
Cmentarz wojenny nr 329 – Podborze – austriacki cmentarz wojenny z okresu I wojny światowej wybudowany przez Oddział Grobów Wojennych C. i K. Komendantury Wojskowej w Krakowie na terenie jego okręgu IX Bochnia.
Znajduje się przy dzisiejszej ul. Staniąteckiej w Podborzu, w południowej części Niepołomic w powiecie wielickim województwa małopolskiego, na skraju Puszczy Niepołomickiej.
Niewielka nekropolia, o powierzchni około 0,7 ara, zbudowana na planie prostokąta, powstała wokół pochodzącej z 1819 roku kapliczki. Za kapliczką, w rzędzie, znajduje się siedem dwuramiennych metalowych krzyży stojących na niewielkich betonowych postumentach. Na cmentarzu rosną dwie lipy, jest ogrodzony betonowymi słupkami połączonymi łańcuchami. Brak pomnika centralnego. Jako element ogrodzenia zamontowano za kapliczką kamienną ławę.
Pochowano na nim 8 żołnierzy rosyjskich. Nekropolię projektował Franz Stark.